# Ређедано (Анкона)
Ређедано (итал. Regedano) насеље је у Италији у округу Анкона, региону Марке.
Према процени из 2011. у насељу је живело 24 становника. Насеље се налази на надморској висини од 551 м.